# Sport-Club Düdingen
Lo Sport-Club Düdingen è una società calcistica svizzera, con sede a Düdingen, nel Canton Friburgo.
Il club è stato fondato il 1º luglio 1924 presso l'Hotel Bahnhof (in italiano Hotel Stazione) con la denominazione Fussballklub Düdingen. I primi componenti dell'organigramma furono
- Presidente Romain de Meyer
- Vicepresidente Jules Sapin
- Cassiere Louis Vuarnoz

Milita nella 1ª Lega, la quarta serie del campionato svizzero di calcio.

## Palmarès

### Competizioni interregionali
- Seconda Lega interregionale: 2

2004-2005 (gruppo 2), 2019-2020 (gruppo 2)
- 1ª Lega: 1

2013-2014